# Lardos
Lardos (grekiska: Λάρδος) är en ort på Rhodos, cirka 10 kilometer väst om Lindos. Orten hade 1 380 invånare (2011).
Lardos ligger cirka 2,5 kilometer från närmaste kuststräcka, men orten är ändå välbesökt av turister från närliggande turistorter på kvällarna under sommarhalvåret. Vid torget finns det ett antal restauranger och souvenirbutiker.